# Brachymyrmex admotus
Brachymyrmex admotus é uma espécie de inseto do gênero Brachymyrmex, pertencente à família Formicidae.
Uma revisão do gênero Brachymyrmex publicada em 2019 averiguou que a subespécie immunis da Brachymyrmex longicornis era sinônima a esta espécie, enquanto a B. longicornis em si foi considerada equivalente à Brachymyrmex australis.